# الحصن البيزنطي عين فورنة
 الحصن البيزنطي عين فورنة هو معلم أثري تونسي مصنف من قبل المعهد الوطني للتراث يقع في ولاية سليانة في الشمال الغربي التونسي، تحديدا في مدينة عين فورنة تم تصنيف المعلم في يوم 13 مارس 1912 .

## مقالات ذات صلة
- قائمة المعالم الأثرية المصنفة في تونس